# انبعاث البروتون
الإصدار البروتوني هو نوع من أنواع الإضمحلال الإشعاعي حيث يخرج (يطرد) بروتون من النواة متحولاً إلى العنصر المجاور ذو العدد الذري الأقل، وهي ظاهرة نادرة الحدوث في الفيزياء النووية .
يجب التمميز بين الإصدار والإضمحلال البروتوني نظرا بأن أوجه الائتلاف فيما بينهما تعد ضئيلة وأوجه الاختلاف فيما بينهما عديدة حيث يفترض للإضمحلال البروتوني أن يتم في ذات العنصر دون اضمحلاله في العنصر الذي يليه أو الذي يقع قبله .

## التاريخ
أول مراقبة لظاهرة الإصدار البروتوني كانت عام 1970 من قبل الباحث جاكسون في مختبر الفيزياء النووية في جامعة أكسفورد وذلك على نويدة الكوبالت Co-53m والتي تحولت إلى الحديد-52 عبر إصدار β+ للنظير حديد-53  هناك احتمالية ضئيلة لحدوث الإصدار البروتوني 1.5 % مقابل الإصدار البوزيتروني والذي يمكن أن يحدث بنسبة 98.5 % بالمقابل.
في عام 1981 لوحظت هذه الظاهرة مجدداً من قبل العالم الألماني هوفمان على النويدة لوتيشيوم-151 Lu-151 في معجل جسيمات في مدينة دارمشتات الألمانية.
حتى عام 2005 سجلت حوالي 95 حالة إصدار بروتوني.

## حدوث ظاهرة الإصدار البروتوني
تحدث ظاهرة الإصدار البروتوني في النوى التي لديها نسبة بروتون/نيوترون عالية، حيث يطرد البروتون الذي لديه طاقة ارتباط ضعيفة. هذه الظاهرة ذات نسبة حدوث قليلة مقارنة بالإصدار البوزيتروني.
هناك ظاهرة أخرى أكثر ندرة وهي إصدار بروتونين اثنين من النويدة في نفس الوقت. شوهدت هذه الظاهرة لأول مرة 2002 في معجل جسيمات UNILAC في مركز أبحاث النوى الثقيلة في دارمشتات.
{\displaystyle \mathrm {{}_{26}^{45}Fe\quad \rightarrow \quad {}_{24}^{43}Cr\;+\;2\,p} }
حتى عام 2005 لوحظت 13 حالة من الإصدار البروتوني المضاعف.

## اقرأ أيضاً
- إصدار نيوتروني
- إصدار بوزيتروني
- إضمحلال ألفا
- إضمحلال بيتا
- جسيم